# На Сан Хо
На Сан Хо (кор. 나상호; род. 12 августа 1996, Тамян, Чолла-Намдо) — южнокорейский футболист, нападающий клуба «Сеул». Выступал, в частности, за клубы «Кванджу» и «Токио», а также национальную сборную Южной Кореи.

## Клубная карьера
Родился 12 августа 1996 года в уезде Тамьян. Начал заниматься футболом в школьной команде средней школы Кумхо и в университетской команде университета Данкук.
Воспитанник футбольной школы клуба «Кванджу». Профессиональную футбольную карьеру начал в 2017 году в основной команде клуба «Кванджу», по итогам сезона 2017/18 годов клуб покинул высшую лигу, и следующий сезон На Сан Хо вместе с клубом играл в К-Лиге 2. Большинство времени, проведённого в составе клуба, он являлось основным игроком атакующего звена команды, был одним из главных бомбардиров, имея среднюю результативность на уровне 0,37 гола за игру первенства.
Своей игрой привлёк внимание представителей тренерского штаба японского клуба «Токио», к составу которого присоединился в 2019 году. Отыграл за токийскую команду следующий сезон своей игровой карьеры. Играя в составе «Токио» также в большинстве своём выходил на поле в основном составе команды.
В 2020 году был отдан в аренду корейскому клубу «Соннам».
К составу клуба «Сеул» присоединился в 2021 году. По состоянию на ноябрь 2022 года отыграл за сеульскую команду более 60 матчей в национальном чемпионате.

## Выступления за сборные
На Сан Хо трижды играл за юношескую сборную Южной Кореи, все матчи провёл в 2014 году. В 2018 году привлекался к составу молодёжной сборной Южной Кореи. В составе сборной завоевал золотую медаль на Азиатских играх 2018 года. В матче за первое место Южная Корея выиграла со счётом 2:1 у сборной Японии в дополнительное время. В результате завоевания золотой медали на Азиатских играх он получил освобождение от обязательной военной службы. На молодёжном уровне сыграл в 6 официальных матчах, забил 1 гол.
В том же году, в ноябре, дебютировал в официальных матчах в составе национальной сборной Южной Кореи, в товарищеском матче против сборной Австралии (1:1) Первый гол за национальную команду забил в сентябре 2019 года в отборочном матче на чемпионат мира 2022 года в ворота сборной Туркменистана (2:0).
В составе сборной — участник чемпионата мира 2022 года в Катаре.

## Статистика выступлений

### Статистика клубных выступлений
| Команда          | Команда           | Команда          | Лига | Лига | Кубок | Кубок | Кубок Лиги | Кубок Лиги | Международные | Международные | Всего | Всего |
| Сезон            | Команда           | Лига             | Игры | Голы | Игры  | Голы  | Игры       | Голы       | Игры          | Голы          | Игры  | Голы  |
| ---------------- | ----------------- | ---------------- | ---- | ---- | ----- | ----- | ---------- | ---------- | ------------- | ------------- | ----- | ----- |
| 2017             | «Кванджу»         | К-Лига 1         | 18   | 2    | 3     | 0     | -          | -          | -             | -             | 21    | 2     |
| 2018             | «Кванджу»         | К-Лига 2         | 31   | 16   | 0     | 0     | -          | -          | -             | -             | 31    | 16    |
| 2019             | «Токио»           | Джей-лига 1      | 25   | 2    | 1     | 0     | 7          | 1          | -             | -             | 33    | 3     |
| 2020             | «Соннам» (аренда) | К-Лига 1         | 19   | 7    | 3     | 0     | -          | -          | -             | -             | 22    | 7     |
| 2021             | «Сеул»            | К-Лига 1         | 34   | 9    | 1     | 0     | -          | -          | -             | -             | 35    | 9     |
| 2022             | «Сеул»            | К-Лига 1         | 32   | 8    | 4     | 1     | -          | -          | -             | -             | 36    | 9     |
| Всего за карьеру | Всего за карьеру  | Всего за карьеру | 159  | 44   | 12    | 1     | 7          | 1          | -             | -             | 178   | 46    |